# Torchic
Torchic is een Pokémon en is een van de drie Hoenn starterspokémon.
De andere twee zijn Treecko en Mudkip.
Torchic's naam komt van "Torch" en "Chick"
Hij evolueert in Combusken op Niveau 16 en in Blaziken op Niveau 36. Torchic is een vuurpokémon, maar Combusken is een vechtpokémon.

## Ruilkaartenspel
Er bestaan veertien standaard Torchic kaarten, één May's Torchic kaart (enkel in Japan), één Torchic ☆-kaart en één PokéPark's Torchic kaart (ook enkel in Japan). Al deze kaarten hebben het type Fire als element.

## Vindplaatsen
- Robijn: Een van de Hoenn Starters bij Prof. Birch
- Saffier: Een van de Hoenn Starters bij Prof. Birch
- Smaragd: Een van de Hoenn Starters bij Prof. Birch
- Vuurrood: Door te Ruilen
- Bladgroen: Door te Ruilen